# Lines of Action

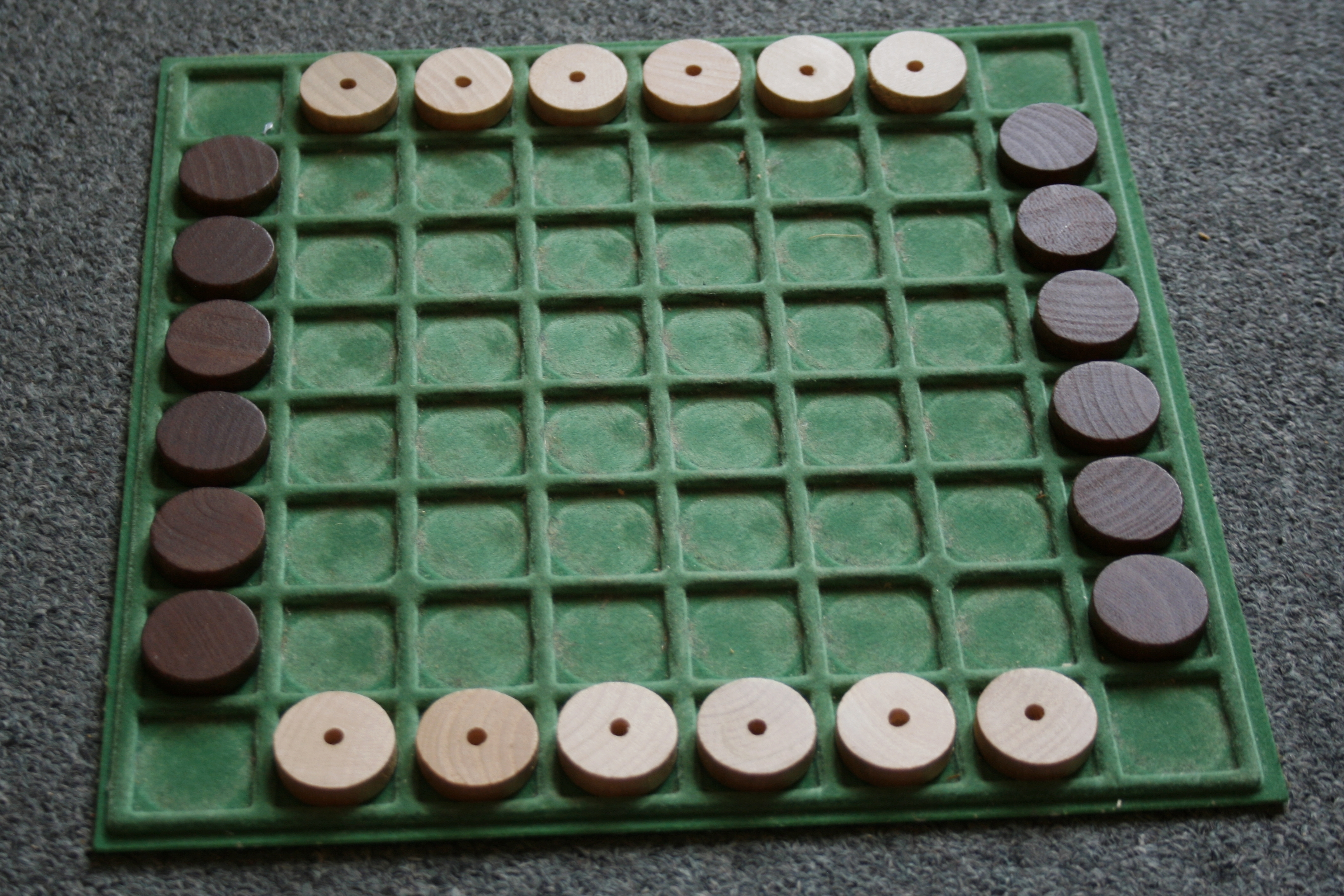
Startposition i Lines of Action.

Lines of Action, även kallat Action lines, är ett abstrakt strategispel uppfunnet av Claude Soucie.

## Spelets syfte
Spelet spelas på ett bräde med 8x8 rutor och med svarta och vita pjäser. Syftet med spelet är att försöka föra ihop alla ens egna pjäser så att de bildar en sammanhängande formation. Med det menas att alla pjäser av samma färg måste vara i direkt kontakt med varandra – horisontellt, vertikalt eller diagonalt.

## Hur man flyttar pjäser
Svart spelare börjar i partiet. Spelaren kan flytta en valfri pjäs horisontellt, vertikalt eller diagonalt, exakt så många rutor som det finns pjäser (av båda färger) på den linje som förflyttningen sker. 
En pjäs kan också hoppa över en eller flera pjäser av den egna färgen, men kan däremot inte hoppa över motståndarens pjäser. 
En spelare kan flytta en pjäs till en ruta som är upptagen av en motståndarpjäs, vilken då tas bort ifrån brädet.

## Hur spelet avslutas
Spelet avslutas om alla pjäser, som inte blivit slagna för en spelare, är formerade i en sammanhängande struktur. Denna spelare vinner partiet. Det kan antingen ske genom ett vinnande drag (genom att han/hon sammanbinder den sista ensamma pjäsen med de andra pjäserna i sin formation) eller genom att motståndaren gör ett drag som av misstag slår spelarens sista ensamma pjäs och resten av spelarens pjäser redan är sammanbundna. Det innebär också att en spelare med bara en kvarvarande pjäs på brädet vinner partiet eftersom en ensam pjäs är sammanbunden med sig själv.
Om en spelares drag medför att både de svarta och de vita pjäserna erhåller sammanhängande formationer samtidigt, så slutar partiet remi/oavgjort.